# Ciro Ferrara
Ciro Ferrara (født 11. februar 1967 i Napoli) er en italiensk tidligere fodboldspiller og nuværende fodboldtræner.
Han spillede som midtstopper i 49 A-landskampe for det italienske fodboldlandshold og 496 kampe for Napoli og Juventus. Han stoppede sin aktive karriere i 2008, i en alder af 38 år. 